# Автомат за стоки
Вижте пояснителната страница за други значения на Автомат.
Автоматът за продажба на стоки (наричан още вендингавтомат или вендингмашина) е автоматизирана машина, която пуска различни видове продукти/стоки като закуски, напитки, вестници, билети и т.н. на клиентите, когато се поставят нужното количество пари или дори кредитна карта с достатъчен баланс при по-новите такива.